# Парнас (митологија)
Парнас (грч. Παρνασσός) је у грчкој митологији био херој по коме је планина Парнас добила назив.

## Митологија
О Парнасу је писао Паусанија. Био је син Клеопомпа или Посејдона и нимфе Клеодоре. Њему се приписивало да је оснивач Делфа и да је осмислио „уметност“ прорицања будућности гледањем у лет птица.